# رابرت ساپولسکی
رابرت ساپولسکی (انگلیسی: Robert Sapolsky؛ زادهٔ ۱۹۵۷) دانشمند علوم اعصاب، انسان‌شناسی زیستی و نخستی‌شناسی اهل ایالات متحده آمریکا است. او همچنین نویسنده و استاد دانشگاه استنفورد است.

## آغاز زندگی و تحصیلات

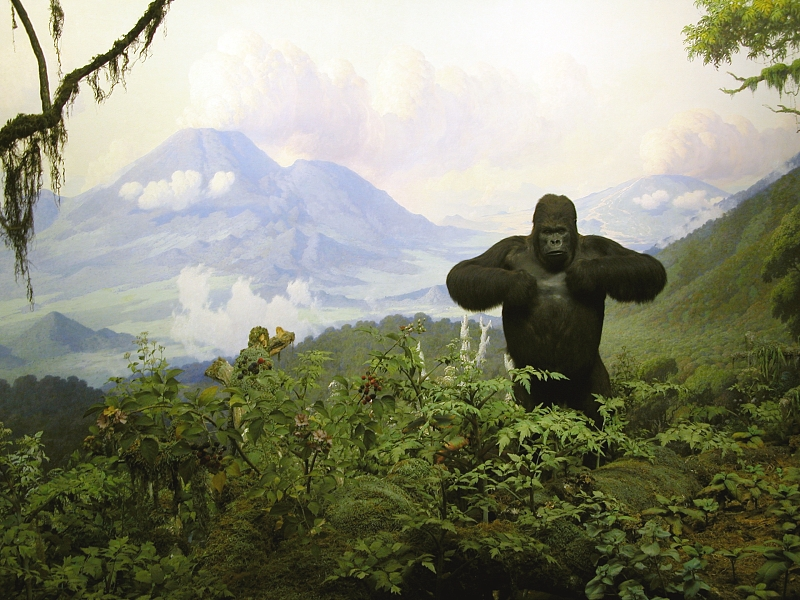
تصویری از گوریل. رابرت ساپولسکی بیشتر وقتش را در رابطه با گوریل ها تحقیق می کرد

ساپولسکی در بروکلین، نیویورک در خانواده‌ای از مهاجران شوروی به دنیا آمد. او به‌عنوان یک یهودی ارتدکس بزرگ شد در حالی که وقتش را با خواندن دربارهٔ گوریل‌ها و تصور زندگی با آن‌ها می‌گذراند. او ۱۲ ساله بود که به عنوان یک علاقه‌مند برای نخستی‌شناسان نامه می‌نوشت. ساپولسکی در دوران دبیرستان دربارهٔ نخستی‌شناسی مطالعه می‌کرد و به آموختن زبان سواحلیی می‌پرداخت.
ساپولسکی خودش را یک خداناباور توصیف کرده‌است. او در سخنرانی‌اش برای بنیاد رهایی از دین گفته‌است که تا حدود ۱۳ سالگی در خانه به‌عنوان فردی مذهبی (یهودی ارتدکس) بزرگ شده‌است و در دوران بلوغ خودش را از هر باور مذهبی رها کرده‌است.
ساپولسکی در ۱۹۷۸ میلادی لیسانسش را در انسان‌شناسی زیستی از دانشگاه هاروارد دریافت کرد. او سپس به کنیا رفت تا در طبیعت به مطالعه بر روی عنتر دم‌کوتاه (بابون) پردازد. وی پس از آن به نیویورک بازگشت و مدرک پی‌اچ‌دی خود را در عصب‌شناسی از دانشگاه راکفلر دریافت کرد.
ساپولسکی از اواخر دههٔ ۷۰ میلادی تا اواخر دههٔ ۹۰ میلادی هر سال به آفریقا بازمی‌گشت و به مدت ۸ تا ۱۰ ساعت در روز (در بازه‌های چهارماهه) به مطالعهٔ بابون‌ها می‌پرداخت.

## کارها
ساپولسکی اکنون استاد دانشگاه استنفورد در زمینهٔ علوم زیست‌شناسی، عصب‌شناسی، و جراحی مغز و اعصاب است. زمینهٔ مطالعاتی او بر مسائلی مانند فشار روانی و انحطاط عصبی، و همچنین استراتژی‌های ژن‌درمانی برای محافظت از عصب‌های حساس متمرکز است. در حال حاضر او بر روی تکنیک‌های انتقال ژن‌ها برای قوی ساختن یاخته‌های عصبی در مقابل اثرات ناتوان‌کننده‌ای چون گلوکوکورتیکوئید کار می‌کند. او با مطالعهٔ جمعیتی از عنترهای دم‌کوتاه در کنیا منبع استرس و رابطهٔ شخصیت و الگوهای بیماری‌های مرتبط با استرس را در آن‌ها مورد بررسی قرار داده‌است.
پژوهش‌های ساپولسکی به‌طور گسترده توسط نشریاتی چون شبکه نشنال جئوگرافیک، نیویورک تایمز، و دانشگاه استنفورد مورد توجه قرار گرفته‌است.

## جایزه‌ها
ساپولسکی تاکنون جایزه‌های متعددی دریافت کرده‌است. شامل، کمک‌هزینهٔ مک‌آرتور در ۱۹۸۷ میلادی، کمک‌هزینهٔ تحصیلی بنیاد آلفرد پی سلوآن و کمک‌هزینهٔ کلینگستاین در علوم اعصاب. او همچنین جایزه‌های رئیس بنیاد ملی علوم و محقق جوان سال را از سوی بنیاد ملی علوم و انجمن روانشناسی زیستی دریافت کرده‌است.
ساپولسکی در سال ۲۰۰۷ میلادی جایزهٔ جان پی مک‌گاورن در علوم رفتاری را از سوی انجمن پیشبرد علوم آمریکا دریافت کرد. او در سال ۲۰۰۸ میلادی جایزهٔ ساگان برای محبوب‌سازی علم را از سوی واندرفست دریافت کرد. او در سال ۲۰۱۰ میلادی از سوی بنیاد رهایی از دین به‌عنوان عضو افتخاری نایل‌آمده به دستاوردی برجسته انتخاب شد. این انتخاب پس از دریافت جایزهٔ مشابهی در ۲۰۰۲ میلادی انجام شد.